# Ecdyonurus bimaculatus
Ecdyonurus bimaculatus is een haft uit de familie Heptageniidae. De wetenschappelijke naam van de soort is voor het eerst geldig gepubliceerd in 2010 door Tanatmis & Haybach.
De soort komt voor in het Palearctisch gebied.